# Por Enquanto (canção)
"Por Enquanto" é uma canção tocada pela banda de rock brasileira Legião Urbana. A música se tornou um hit quando foi gravada pela cantora Cássia Eller no álbum auto titulado de estreia dela e uma versão acústica no álbum Acústico MTV: Cássia Eller.

## Contexto
A música foi originalmente composta durante a produção do álbum, sendo a única faixa a ser escrita para o álbum. A faixa surgiu quando o Renato Russo estava mexendo com os teclados do estúdio para acha uma base que ele gostasse até que acidentalmente ele crio o instrumental da música.

## Legado
Uma versão instrumental da música foi colocada em uma comercial da compania de cerveja Brahma para a Copa do Mundo FIFA de 2014.

## Listas
| Prêmio                        | Ano  | Categoria                                                                          | Resultado | Ref.  |
| ----------------------------- | ---- | ---------------------------------------------------------------------------------- | --------- | ----- |
| Tenho Mais Discos Que Amigos! | 2023 | 10 músicas que definiram a carreira da Legião Urbana                               | -         | [ 6 ] |
| Revista Bula                  | 2021 | Todas as 103 músicas do Legião Urbana, comentadas e classificadas da pior à melhor | 31        | [ 7 ] |

## Versões da Cássia Eller
A música foi originalmente pela cantora Cássia Eller em uma fita demo, esta demo foi mandada para gravadora PolyGram, que contrataram ela e a gravação da demo da música foi colocando no álbum de estreia auto titulado dela em 1990. A faixa se tornou o primeiro hit de sucesso da cantora e o único hit da álbum. A música atingiu a posição numero nos nas paradas da Rádio 89 FM.

### Videoclipe
O videoclipe da música foi originalmente transmitindo no Fantástico e venceu o melhor clipe internacional brasileiro da MTV Video Music Awards de 1990.

### Versão acústica
Em 2001, Cássia Eller fez uma versão acústica para o álbum Acústico MTV: Cássia Eller, esta versão da música foi lançada como segundo single do álbum e se tornou um grande sucessos nas rádios brasileira, atingido a posição 67 nas paradas do fim do ano do Brasil de 2001.

### Legado
A versão acústica da música foi colocando nas trilha sonora das novelas Porto dos Milagres, Araguaia, A Lei do Amor e Coração de Estudante. É a terceira música da Cássia Eller mais tocado segundo ao Ecad e a faixa mais ouvida no Spotify da cantora.

### Anuais
| Parada (2001)                       | Melhor posição |
| ----------------------------------- | -------------- |
| Brasil (Crowley Broadcast Analysis) | 67             |